# Горячий, крутой и злой
«Горячий, крутой и злой» (кит. трад. 南拳北腿活閻王, упр. 南拳北腿活阎王, палл. Нань цюань бэй туй хо янь ван, буквально: «Южный Кулак, Северная Нога, живой Янь-ван») — тайваньский фильм режиссёра Ли Цзонаня, снятый по сценарию Чжан Синьи.

## Сюжет
Капитан Лу Тунчунь по прозвищу Северная Нога является уважаемым главой службы безопасности небольшого города, но его богатый начальник Юань управляет городом, беря взятки, а его сын Юань Наньшань не пропускает ни одной юбки. Бай Юйцзин по прозвищу Южный Кулак прибывает в город и сталкивается с капитаном Лу, который предлагает работать на городского мэра. Тем не менее, каждый в городе нечто иное, чем то, кем он кажется. У капитана есть позорная тайна из прошлого, которая мотивирует девушку Ли Сяоцин попросить Бая убить его. Городской мэр чеканит поддельные монеты, и кто-то пытается собрать доказательства этого. Удачные события приводят Лу и Бая на одну сторону потому, что мэр просит помощи у Лун Куньу, внушающего страх мастера боевых искусств, чтобы разобраться со всеми своими врагами.

## В ролях
| Актёр        | Роль                   |
| ------------ | ---------------------- |
| Дон Ван      | Бай Юйцзин             |
| Тань Даолян  | капитан Лу Тунчунь     |
| Томми Ли     | Лун Куньу              |
| Сунь Цзялинь | Ли Сяоцин              |
| Ё Су Чин     | владелица Ху Юээр      |
| Джордж Ван   | г-н Юань               |
| Филлип Коу   | Волк                   |
| Лэй Киньмань | подчинённый Лу Тунчуня |
| Лю Иньшан    | мать                   |
| Цзя Кай      | капитан Ли             |
| Сюэ Хань     | подчинённый Лу Тунчуня |
| Юй Сунчжао   | дядя Чжоу              |
| Вань Чуншань | Юань Наньшань          |
| Цзе Юань     | Те Даган               |

## Отзывы
The Encyclopedia of Martial Arts Movies: 
Длинные, отличные боевые сцены и хорошая хореография зарабатывают для фильма 3 ½ звезды [из максимальных четырёх].